# 有馬広衆
有馬 広衆（ありま ひろたみ、文化12年（1815年） - 慶応2年1月25日（1866年3月11日））は、江戸時代後期の高家旗本。常陸府中藩主・松平頼説の四男。通称は普十郎、修理。官位は従五位下侍従・修理大夫。
嘉永元年（1848年）12月27日、高家有馬広憲の末期養子として家督を相続する。嘉永2年（1849年）1月28日、将軍徳川家慶に御目見する。嘉永3年（1850年）10月28日、高家職に就き、従五位下侍従・兵部大輔に叙任する。慶応2年（1866年）1月25日死去、52歳。
正妻は有馬広憲の娘。なお、息子修理､次郎（有馬修理の養子）らの子女あり。